# 麥克馬洪岩
54°18′S 36°26′W / 54.300°S 36.433°W
麥克馬洪岩（英語：Mac Mahon Rock），是南極洲的岩石，位於南喬治亞群島，處於達特毛斯角以東1公里的昆伯蘭東灣，在1930年由英國研究隊繪入地圖和命名，与此同时它由英國海外領土管轄。